# نارییاسو یاسوهارا
نارییاسو یاسوهارا (انگلیسی: Nariyasu Yasuhara؛ زادهٔ ۹ اوت ۱۹۶۸) بازیکن فوتبال اهل ژاپن است.
از باشگاه‌هایی که در آن بازی کرده‌است می‌توان به باشگاه فوتبال ناگویا گرامپوس اشاره کرد.